# Through the Eyes of a Child
"Through the Eyes of a Child" é uma canção gravada pela cantora e compositora norueguesa Aurora para o seu álbum de estreia, All My Demons Greeting Me as a Friend (2016). Foi lançada em 28 de março de 2025, pela Decca e Glassnote Records, como o sétimo e último single do álbum. A faixa foi destaque na série de TV Adolescência, da Netflix.

## Desenvolvimento
Aurora lançou o single "Starvation" de seu quinto álbum de estúdio, What Happened to the Heart?. Posteriormente, ela embarcou em sua sexta turnê, What Happened to the Earth?, que durou de 2024 a 2025.  Durante a turnê, sua canção "Through the Eyes of a Child" foi incluída na série Adolescência, da Netflix, levando ao seu lançamento como o sétimo single de seu álbum de estreia, All My Demons Greeting Me as a Friend.
Aurora escreveu "Through the Eyes of a Child" quando tinha 13 anos, a mesma idade da protagonista de Adolescência, dando à música um senso de sinceridade juvenil. Em uma postagem nas redes sociais, o diretor da obra, Philip Barantini, declarou: "Era a única coisa que eu ouvia quando estávamos fazendo o programa. Eu sabia muito cedo que precisava usá-la no final. É tão assombrosa e poderosa." Refletindo sobre a ressonância renovada da música, Aurora comentou: "É uma coisa estranha e maravilhosa ver as pessoas se conectando com essa música... Espero que a música dê algo de bom às pessoas. Ela sempre foi escrita na esperança de que encontrasse as pessoas e as tratasse com gentileza." Ela também expressou sua gratidão, descrevendo como uma honra ter os vocais de sua versão mais jovem apresentados de uma forma tão significativa. Ela elogiou o programa como um trabalho artístico profundo que convida à reflexão, contrastando-o com o conteúdo mais superficial comum hoje em dia.

## Promoção
Após sua participação na série Adolescência, da Netflix, Aurora apresentou a canção no Spellemannprisen de 2025.

## Composição
"Through the Eyes of a Child", a sétima faixa do álbum, foi descrita como uma balada "gelada e atmosférica" que "mostra [um] lindo piano e voz".

## Recepção da crítica
"Through the Eyes of a Child" foi descrita como uma balada suave e atmosférica que transmite temas de inocência, conforto e sinceridade emocional. A canção apresenta instrumentação minimalista, incluindo piano, violino e sons ambientes, que complementam os vocais suaves e as letras introspectivas de Aurora. Os críticos notaram sua qualidade calma e reflexiva, caracterizando-a como um momento de consolo em meio às complexidades da vida adulta e aos eventos mundiais recentes.

## Desempenho nas tabelas musicais
| País — Tabela musical (2025) | Melhor posição |
| ---------------------------- | -------------- |
| Reino Unido (Downloads)      | 42             |
| Reino Unido (Vendas)         | 45             |